# Dario G
Dario G was een Brits danceproject.

## Historie
Dario G begon in 1997 als trio onder de naam Dario. De leden waren Paul Spencer, Stephen Spencer (geen familie van elkaar) en Scott Rosser. Kort na de oprichting dienden ze hun naam te veranderen in verband met een andere artiest met de naam Dario. Het werd vervolgens Dario G, naar Dario Gradi, manager van voetbalclub Crewe Alexandra FC. 
In 1997 scoorde Dario G een grote hit met Sunchyme. De single behaalde een topvijfnotering in Groot-Brittannië, Zwitserland, Nederland, Ierland, Oostenrijk en Vlaanderen. Een nieuw succes volgde in 1998 met het officiële lied van het wereldkampioenschap voetbal 1998: Carnaval de Paris. In 1999 verliet Stephen Spencer de band. In 2002 volgde ook Scott Rosser, waarna Paul Spencer solo doorging.
Op 17 juni 2024 overleed Paul Spencer op 53-jarige leeftijd aan endeldarmkanker.

## Discografie
| Single met hitnotering(en) in de Vlaamse Ultratop 50 | Datum van verschijnen | Datum van binnenkomst | Hoogste positie | Aantal weken | Opmerkingen |
| ---------------------------------------------------- | --------------------- | --------------------- | --------------- | ------------ | ----------- |
| Sunchyme                                             | 22-09-1997            | 01-11-1997            | 5               | 15           |             |
| Carnaval de Paris                                    | 18-05-1998            | 13-06-1998            | 10              | 13           |             |
| Dream to me                                          | 31-01-2001            | 09-06-2001            | 38              | 6            |             |

| Single met eventuele hitnotering(en) in de Nederlandse Top 40 | Datum van verschijnen | Datum van binnenkomst | Hoogste positie | Aantal weken | Opmerkingen             |
| ------------------------------------------------------------- | --------------------- | --------------------- | --------------- | ------------ | ----------------------- |
| Sunchyme                                                      | 22-09-1997            | 25-10-1997            | 8               | 8            |                         |
| Carnaval de Paris                                             | 18-05-1998            | 13-06-1998            | 6               | 10           |                         |
| Dream to me                                                   | 31-01-2001            | 21-04-2001            | 33              | 4            | Dancesmash op Radio 538 |